# Malatesta (album)
Malatesta è un album di Filippo Malatesta pubblicato nel 1994.

## Tracce
1. Non voglio sentire niente – 4:59
2. Splendida – 4:09
3. Dove – 5:25
4. Regola logica – 5:26
5. Odio – 5:22
6. L'unica legge – 4:34
7. Voglia di vivere – 4:39
8. Sola – 5:12
9. Il fantasma – 5:10
10. Con o senza me – 6:58